# Astronomía ultravioleta

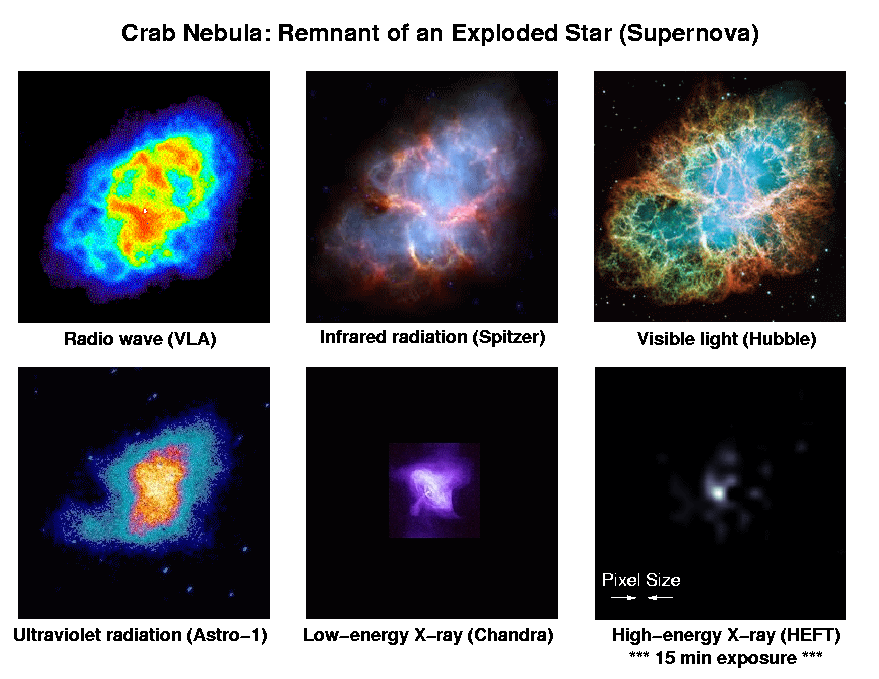
Vista de un telescopio de alta energía

La astronomía por rayos ultravioletas utiliza una radiación electromagnética cuyas longitudes de onda van aproximadamente desde los 400 nm, el límite de la luz violeta, hasta los 15 nm, donde empiezan los rayos X. La radiación ultravioleta puede producirse artificialmente mediante lámparas de arco; la de origen natural proviene principalmente del Sol.
La astronomía ultravioleta se ha practicado desde comienzos de la década de 1960, con la ayuda de detectores montados en satélites artificiales que proporcionan datos sobre objetos estelares inaccesibles desde la superficie de la Tierra. Uno de estos satélites es el Explorador Ultravioleta Internacional, lanzado en 1978.
La atmósfera de la Tierra impide que la mayor parte de la radiación ultravioleta que proviene del espacio exterior llegue a su superficie. Sin embargo, la luz ultravioleta con una longitud de onda entre 410 y 300 nm, llamada 'región ultravioleta cercana' puede alcanzar la superficie terrestre a través de la atmósfera. La radiación ultravioleta con una longitud de onda entre 300 y 10 nm solamente se puede detectar mediante instrumentos de observación situados por encima de la atmósfera de la Tierra. Estos instrumentos de observación incluyen telescopios y satélites artificiales en el espacio.
Un telescopio enviado a una altitud de 40 km, es decir, casi por encima de la capa de ozono de la atmósfera, puede observar la luz ultravioleta de hasta unos 200 nm. Para observar longitudes de onda menores de 200 nm, el dispositivo de observación tiene que estar colocado por encima de la atmósfera terrestre. Los telescopios situados en globos o pequeños cohetes son de gran utilidad, pero su tiempo de observación se ve limitado a unos cuantos minutos en el caso de un cohete y a algunas horas cuando se trata de un globo. Desde 1968 la mayor parte de las observaciones del ultravioleta medio y lejano se han efectuado desde telescopios situados en la órbita de la Tierra. (La región ultravioleta entre 300 y 200 nm se conoce como el 'ultravioleta medio'. El 'ultravioleta lejano' se encuentra entre 200 nm y aproximadamente 91 nm). Algunos de los satélites artificiales puestos en órbita para detectar el ultravioleta son: el Observatorio Astronómico en Órbita, el Observatorio Astronómico Copérnico, el Satélite Europeo TD-1, el Satélite Astronómico de los Países Bajos, el Observatorio Astronómico IUE, el telescopio espacial Hubble y, más recientemente, el Explorador de la Evolución de Galaxias (GALEX).
El Explorador Ultravioleta Extremo exploró gran parte de la región ultravioleta desde 91 hasta 10 nm, llamada el ultravioleta extremo, zona difícil de detectar debido a la continua absorción de fotones causada por la ionización de los átomos de hidrógeno y helio interestelares.
- Datos: Q1413491